# Carence en iode en Chine
Pour un article plus général, voir Carence en iode.
Les carences en iode sont encore un problème répandu dans l'ouest, le sud et l'est de la Chine, où le niveau d'apport en sel iodé était bien plus bas que celui de la moyenne nationale.
Le gouvernement chinois a lancé en 1995 un programme fondé sur le sel iodé visant à éliminer les troubles liés à la carence en iode (IDDs) en 2010.
En 2007, 94,3 % des Chinois utilisaient du sel iodé, une augmentation de 0,5 % depuis 2006. Cependant, le programme du pays pour augmenter la teneur en iode du sel n'a pas été totalement appliqué dans certains secteurs. Le taux d'apport d'iode était inférieur à 90 % dans le Guangdong, le Hainan, le Qinghai, Shanghai, le Tibet, et le Xinjiang.
Les personnes présentant des carences en iode sont enclines à souffrir de goitre, un accroissement du cou résultant de l'agrandissement de la glande thyroïde, qui peut mener aussi au crétinisme. Les carences en iode peuvent aussi entraîner des fausses couches chez les femmes enceintes.
Au Tibet, des études épidémiologiques réalisées en 1995-1996 par Médecins sans frontières et coll. ont montré que la maladie de Kashin-Beck est associée avec une carence en iode et à la contamination fongique des grains d'orge par Alternaria  sp., Trichotecium sp., Cladosporium sp. et Drechslera sp (Chasseur et al., 1997). Des indications existent aussi sur le rôle de matières organiques dans l'eau de boisson.